# Аравийский карликовый геккон Скортеччи
Аравийский карликовый геккон Скортеччи (лат. Tropiocolotes scorteccii) — вид ящериц семейства гекконовые. Назван в честь итальянского герпетолога Джузеппе Скортеччи.

## Внешний вид
Маленький (длина тела без хвоста около 3 см) стройный геккон с заострённой мордой. Глаза среднего размера, с вертикальными зрачками. Лапы относительно длинные. Спинные чешуйки крупнее брюшных. Самцы с 2—3 анальными порами. Хвост длинный, примерно равен длине тела. Пальцы относительно короткие и круглые. 
Верхняя сторона тела светло-коричневая или светло-жёлтая, с тёмной полосой от ноздрей через глаза до передних лап. Иногда за головой имеется тёмная поперечная полоса, похожая на ошейник. Тёмные поперечные полосы присутствуют и на хвосте. Низ беловатый.

## Распространение
Типовая территория: Эль-Сафа, Хадрамаут, 400 м над уровнем моря.
Эндемик. Обитает на юге Аравийского полуострова от Эль-Вуста (Оман) до Хадрамаута (Йемен) на высоте до 800 м над уровнем моря.
Встречается в крайне засушливых местах обитания на скалистых склонах гор, вади, песчаных и гравийных равнинах с редкой или отсутствующей растительностью.

## Образ жизни
Ведёт ночной наземный образ жизни. Передвигается медленно. Охотится на насекомых и других членистоногих. Самки откладывают по одному яйцу с твёрдой оболочкой.